# Музичка Іван
о. Іван Музичка (15 листопада 1921, Пуків ― 22 лютого 2016, Рим) ― релігійний діяч, священник УГКЦ, митрофорний протоієрей, доктор богослов'я, заслужений ректор Українського католицького університету імені св. Климента Папи у Римі, почесний доктор honoris causa Українського католицького університету у Львові, почесний науковий співробітник відділення релігієзнавства Інституту Філософії Національної академії наук України, науковець, католицький публіцист, письменник; перед висвяченням ― санітар і перекладач у дивізії СС «Галичина».

## Життєпис
Народився в селі Пуків на Івано-Франківщині, у родині незаможних селян Микити і Ксенії. Здобувши початкову освіту в рідному селі, вступив до Рогатинської гімназії на стипендію від Рогатинського Союзу Кооператив, а згодом продовжив студії завдяки стипендії заможного львівського поміщика Івана Тиктора. У 1941 році Іван став учителем початкової школи с. Путятинці, а через рік ― в школі рідного села. У 1942 році заочно закінчив факультет теорії музики і гри на скрипці у вчительській семінарії м. Рогатин.
У 1943 році вступив до дивізії «Галичина». Після рекрутського вишколу, призначений до дивізійної оркестри. Після тривалої хвороби, покинув оркестр і приступив до обов'язків санітара та перекладача. Наприкінці війни опинився у британському полоні на східному узбережжі Італії, поблизу міста Ріміні. У липні 1945 року до військовополонених прибули з Рима кілька священників і завдяки їх сприянню, восени 1945 року разом з двома десятками полонених переведений на навчання до Української папської колегії св. Йосафата. 1947 року здобув бакалаврат з філософії в Урбаніанському університеті в Римі. У 1949 році, навчаючись у колегії, він диригував хором семінаристів, які співали Божественні Літургії у Ватиканському Радіо, а від 1953 року, вже як священник, проповідував та відправляв Служби Божі, які транслювало Радіо Папи.
Висвячений на священника 3 травня 1951 року. Продовжив вищі студії в Папському Урбаніанському університеті, які завершив докторським ступенем з богослов'я (теза «De acqua in liturgia byzantina», захист 27 червня 1953).
Призначений на душпастирську працю в Англії, де служив для українців греко-католиків упродовж 22-ох років: спочатку в Рочдейлі (1953), а згодом Вулвергемптоні (1954–1975). На наполягання Патріарха Йосифа Сліпого в 1975 році о. Музичка приїхав до Риму і став викладачем новоствореного Українського католицького університету ім. Климента папи Римського, займався видавничою діяльністю, готував до друку журнал «Богословія», написав багато наукових і популярних праць, займався організацією богословських курсів. У 1976 році о. Іван став першим парохом церкви святих Сергія і Вакха в Римі і виконував це служіння аж до 2001 року. У 2006 році призначений ректором Собору святої Софії в Римі, де опікувався українськими заробітчанами, виїжджаючи для духовної обслуги також до Неаполя.
Від 1991 року майже щороку приїжджав в Україну для викладання в світських та духовних навчальних закладах, читав публічні лекції, зокрема на кафедрі Сакрального мистецтва Львівської національної академії мистецтв. Останні роки свого життя о. Музичка, фізично виснажений, провів під дбайливим доглядом сестер василіянок, у своїй кімнаті в приміщенні будинку Товариства «Свята Софія» у Римі.
Помер у Римі 22 лютого 2016 року. Похований 25 лютого в крипті собору Святої Софії.